# Museu del Fram

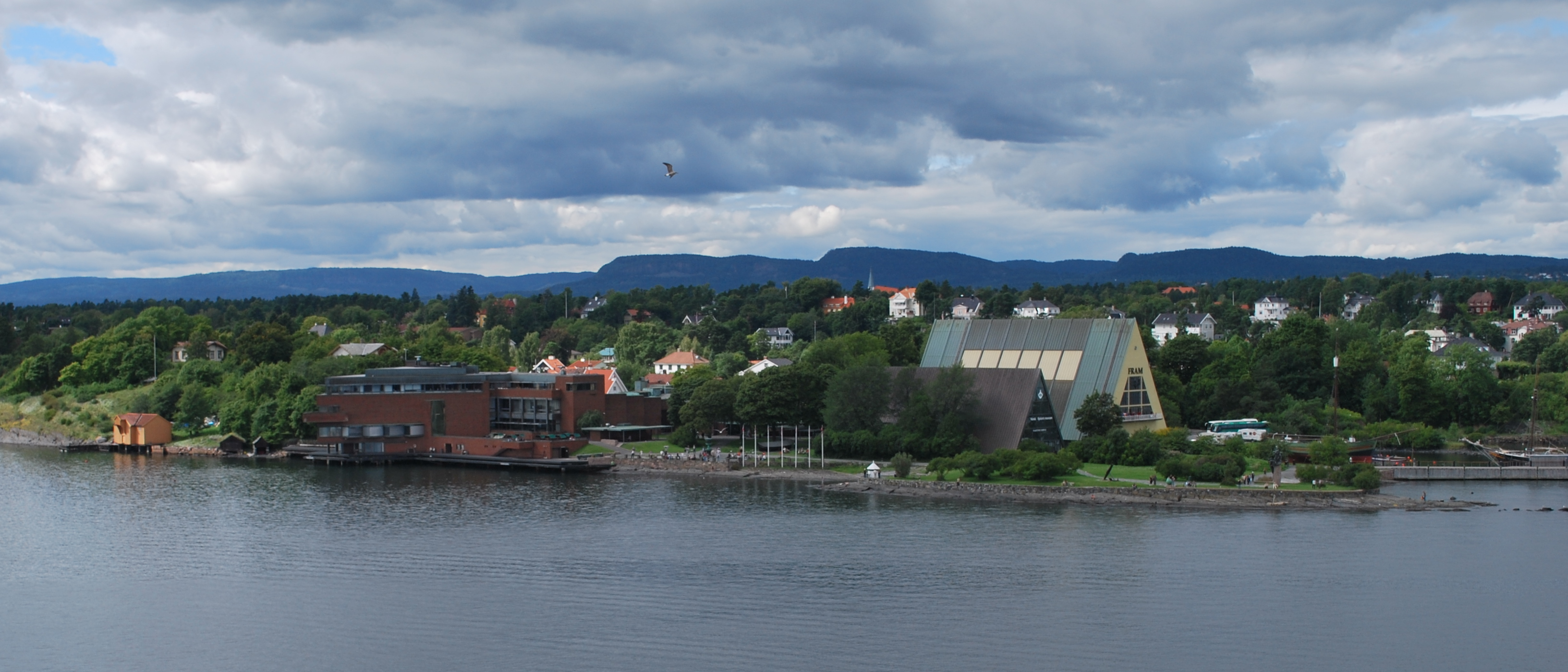
Museu del Fram (dreta) i Museu Marítim noruec (esquerre)

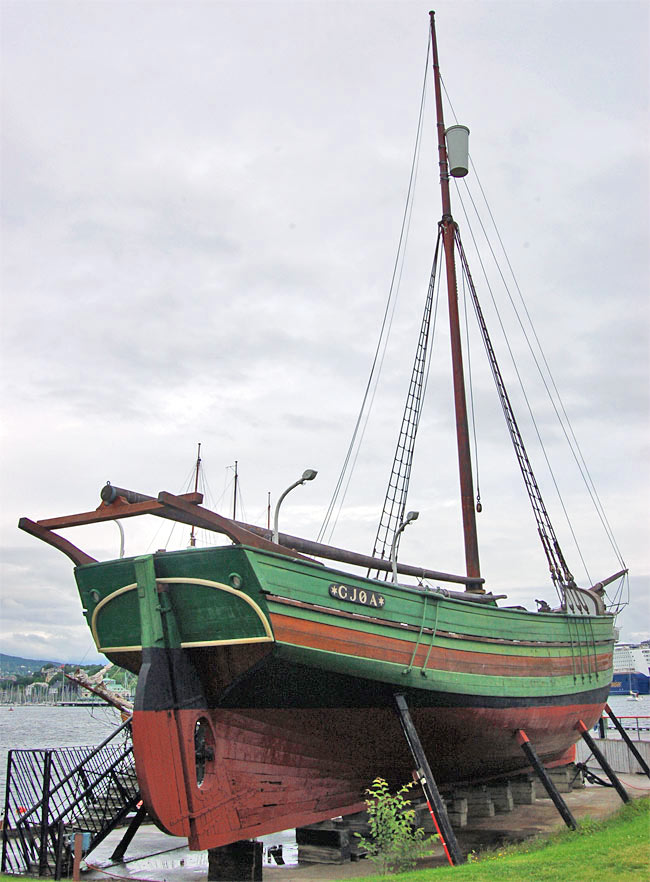
Gjøa, el primer vaixell que va navegar a través del Pas del Nord-oest

El Museu del Fram (en noruec: Frammuseet) relata la història de l'exploració polar noruega. Està localitzat a la península de Bygdøy a Oslo, Noruega.
Està situat en una àrea amb diversos altres museus, incloent el Museu Kon-Tiki, el Museu noruec d'Història Cultural, el Museu de Vaixells Vikings d'Oslo i el Museu Marítim noruec. La Propietat reial Bygdøy, la residència oficial d'estiu del Rei de Noruega i l'històric Oscarshall també estan localitzats a la seva proximitat.
El Museu del Fram va ser inaugurat el 20 de maig de 1936. Honora l'exploració polar noruega en general i als tres grans exploradors polars noruecs en particular—Fridtjof Nansen, Otto Sverdrup i Roald Amundsen. El museu també exhibeix imatges de la fauna de les regions polars, com pingüins i ossos polars.
El Museu del Fram està centrat principalment en el vaixell d'exploració original Fram. L'interior del Fram original està intacte i es pot visitar. Va ser encarregat, dissenyat i construït per l'armador noruec Scots-Norwegian Colin Archer amb les especificacions proporcionades per l'explorador noruec de l'Àrtic Fridtjof Nansen, el qual va finançar la construcció del vaixell amb una combinació de subvencions proporcionades pel govern noruec i finançament privat l'any 1891.
El maig de 2009 el Museu Marítim noruec i el Museu del Fram van signar un acord pel qual el Museu del Fram s'encarrega de l'exposició del vaixell Gjøua. Roald Amundsen i una tripulació de sis membres travessen el Pas del Nord-oest a bord el Gjøa en un viatge de tres anys que va acabar l'any 1906.

## Galeria

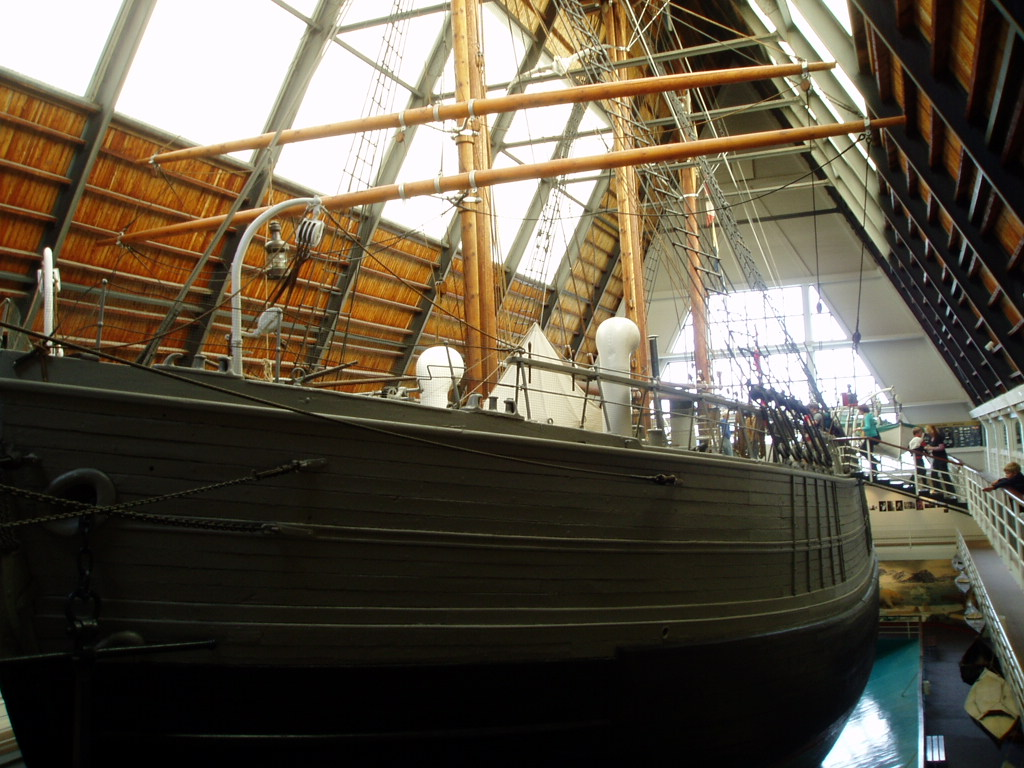
Exterior del Fram
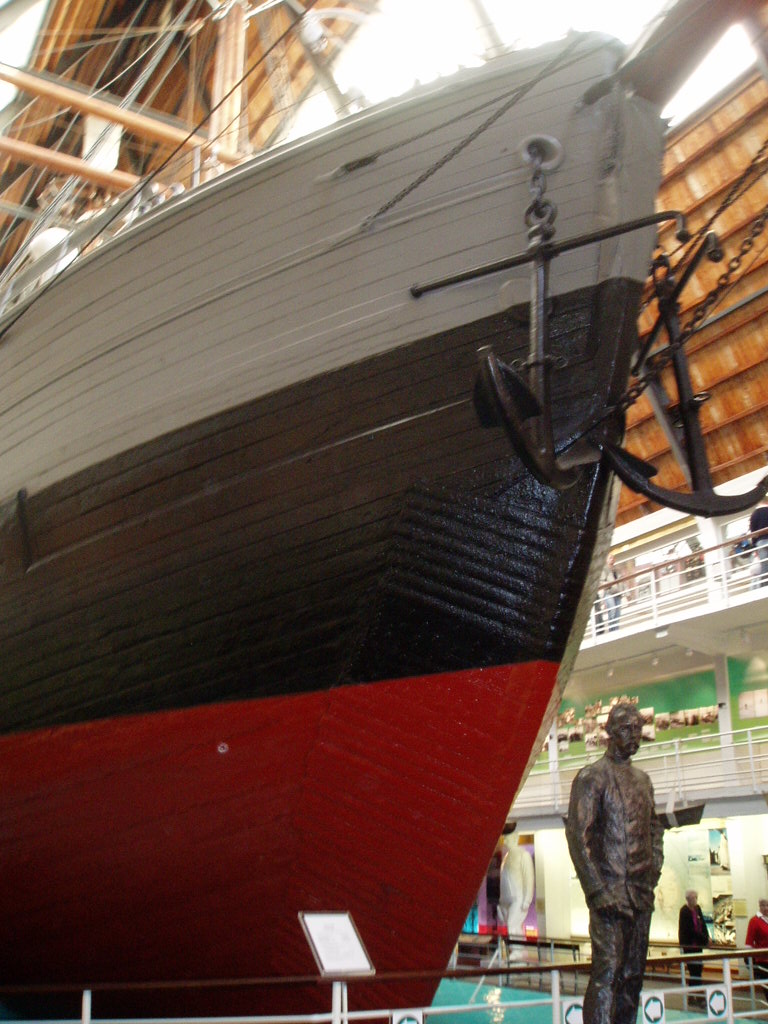
Proa del Fram
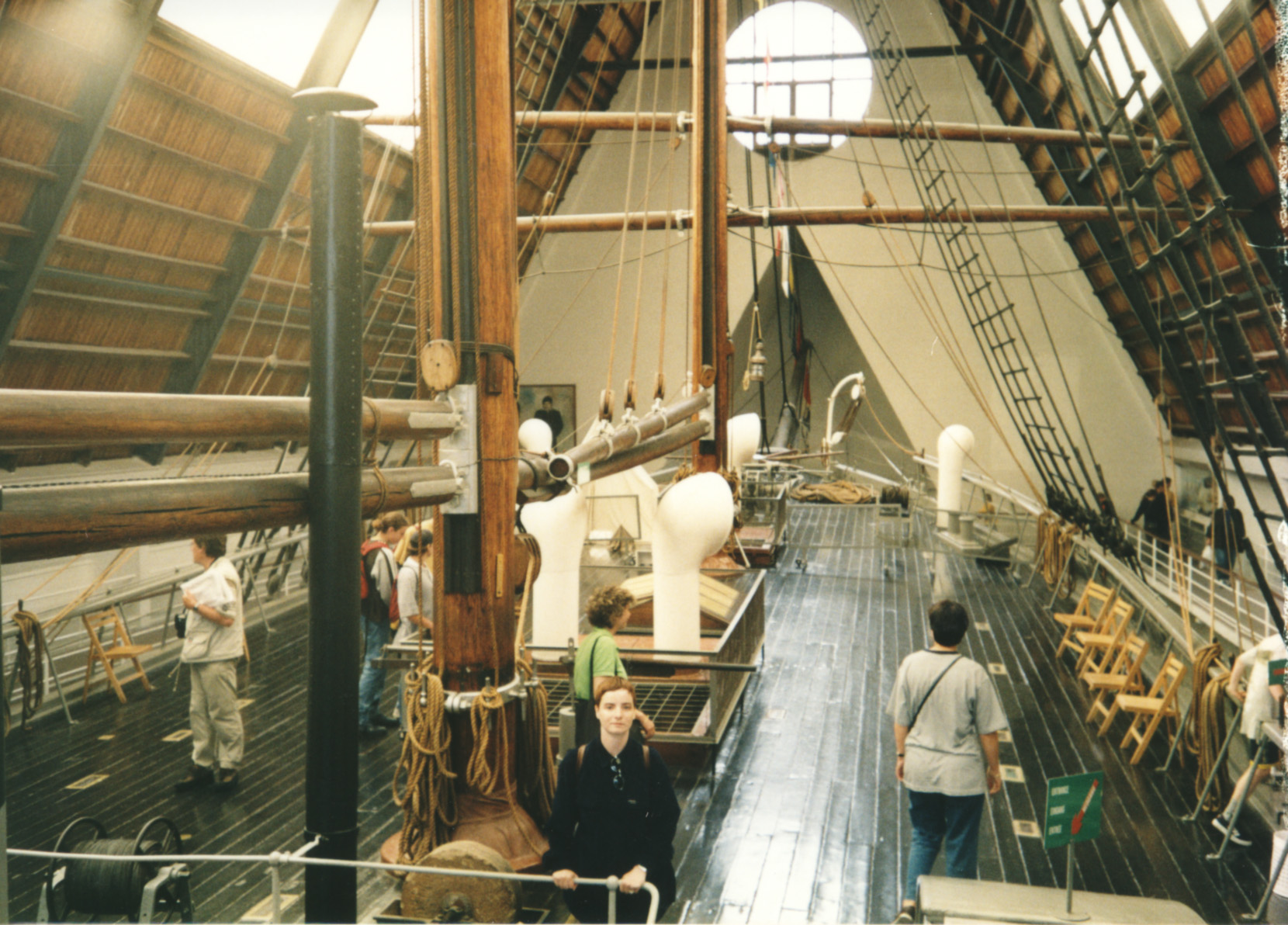
Coberta superior del Fram
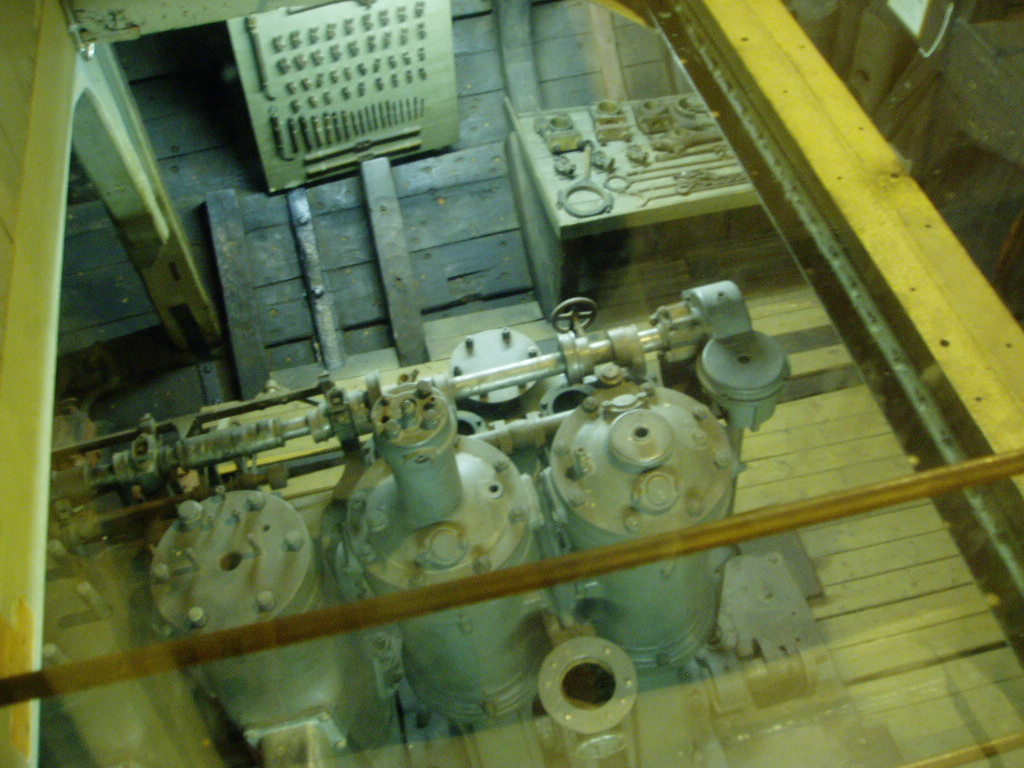
Motor del Fram